# 1515 aux échecs
| Années des échecs : 1512 - 1513 - 1514 - 1515 - 1516 - 1517 - 1518    |
| Décennies des échecs : 1480 - 1490 - 1500 - 1510 - 1520 - 1530 - 1540 |

Cet article présente les faits marquants de l'année 1515 aux échecs.

## Naissances
- Thérèse d'Avila, première femme docteur de l'Église, qui deviendra sainte patronne des échecs[1].